# Sclerolobium pimichinense
Sclerolobium pimichinense är en ärtväxtart som beskrevs av John Macqueen Cowan. Sclerolobium pimichinense ingår i släktet Sclerolobium och familjen ärtväxter. Inga underarter finns listade i Catalogue of Life.